# 로자 델 비갈로

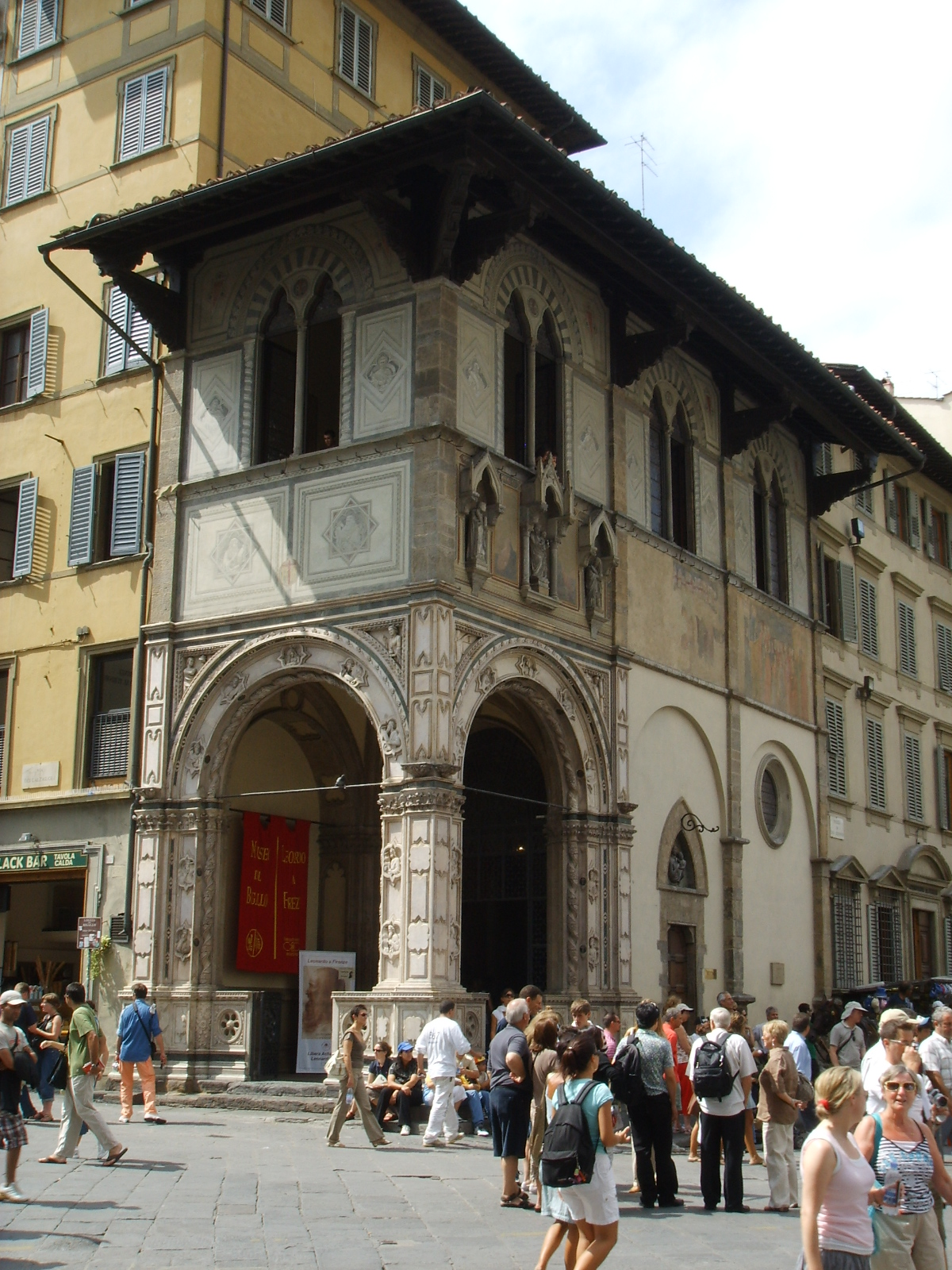
로자 델 비갈로

로자 델 비갈로(Loggia del Bigallo)는 이탈리아 토스카나 지방 피렌체에 있는 후기 고딕 건축물이다. 산 조반니 광장과 칼차이올리 거리의 모퉁이에 위치했다. 피렌체 세례당 근처인 이곳 터를 한 후원자가 기부한 것이라는 전승이 남아있다.

## 역사
로자 델 비갈로는 피렌체에 존재하는 열두 개 공공 로자 중 하나이며, 피렌체의 자선 활동과 관련한 조합 및 단체 두 개와 연관이 있다.
자선 조합(Compagnia della Misericordia)은 병자들의 수송, 궁핍하여 죽은 이들의 장례, 고아들의 보호 등에 관심이 있었다. 공공 로자는 형제들의 도움을 받지 못하고 버림받은 고아들들의 쉼터 역할을 했다.
산타 마리아 델 비갈로 조합 (Compagnia di Santa Maria del Bigallo) 줄여서 비갈로 조합은 성 베로나의 피에트로에 의해 1244년에 창단되었고, 오르산미켈레 근처에 있었다. 이 단체는 가난한 자들의 숙소 제공에 집중했고, 또한 순례자들과 여행자들도 돌봤다.
재정 관련 비리 문제로 코시모 데 메디치가 있던 시기인 1425년에 행정 당국에 의해 두 단체가 통합되어 새로운 단체로 재구성됐다. 시간이 흐르며, 비갈로의 기능은 자선 조합의 목적이 주가 되어 갔다.
하지만, 현재 있는 건축물의 건축 의뢰를 한 것은 'Compagnia della Misericordia'이었으며, 아마 건축가 겸 조각가 알베르토 아르놀디의 설계를 받았을 것이다. 1352–58년 사이에 지어졌다. 2층은 1442년 화재가 벌어진 뒤에 재건축된 것이다. 건축물의 두 개로 된 아치 공간은 선지자, 천사, 덕목들, 축복을 내리는 그리스도, 에케 호모 등의 부조가 화려하게 장식되어 있다. 1697년에, 이 아치들은 로자에 있던 예배당의 공간 마련을 위해 벽으로 둘러싸였다. 석조 부분은 1889년에 없어져, 오랜 기간 숨겨져 있던 장식 부분이 드러났다. 멀리언 창이 본래는 프레스코화로 장식되어 있던 위층의 벽에 달려 있다. 필리포 디 크리스토파노의 1412년 작품인 성막(聖幕) 세 개는 자선 단체의 성인인 성모자, 루치아, 순교자 피에트로를 표현하고 있다. 14세기 중엽의 조각상들이 1425년 두 단체가 통합될 때 이곳에 설치됐다.
건물 내부에는 두 단체 (Confraternita della Misericordia, Compagnia del Bigallo)에 관한 유물들을 소장하고 있다.

## 참고 문헌
- Touring Club Italiano, (1964) Firenze e dintorni, 109f.